# Håkan Almqvist
Håkan Almqvist , född i Växjö, är en svensk låtskrivare. Han har sedan 1987 skrivit flera bidrag till den svenska Melodifestivalen. År 1990 startade han upp skivetiketten Lionheart tillsammans med Bobby Ljunggren.

## Låtar skrivna av Håkan Almqvist
- "Du (öppnar min värld)", skriven tillsammans med Bobby Ljunggren och Ingela "Pling" Forsman, Lisa Nilssons melodifestivalfyra 1989
- "Om igen", skriven tillsammans med Bobby Ljunggren och Ingela "Pling" Forsman, Lena Philipssons melodifestivaltvåa 1988
- "Ett liv med dej", skriven tillsammans med Bobby Ljunggren och Ingela "Pling" Forsman, Towe Jaarneks melodifestivaltvåa 1991
- "Hey hey lady lay", skriven tillsammans med Bobby Ljunggren och Christer Lundh, framförd av Lotta Engberg 1987 på albumet Fyra Bugg & en Coca Cola
- "Kärleken är", skriven tillsammans med Bobby Ljunggren och Ingela "Pling" Forsman, Jill Johnsons melodifestivalsegrare och ESC-10:a 1998
- "När morgonstjärnan brinner", skriven tillsammans med Bobby Ljunggren och Ingela "Pling" Forsman, Cyndee Peters melodifestivaltrea 1987
- "Se på mig", skriven tillsammans med Bobby Ljunggren och Ingela "Pling" Forsman, Jan Johansens melodifestivalsegrare och ESC-3:a 1995
- "Together We're Lost", skriven tillsammans med Bobby Ljunggren och Erika Norberg, framförd av Erika Norberg 1990
- "Våra nya vingar", skriven tillsammans med Bobby Ljunggren och Johan Langer, framförd av Lotta Engbergs orkester 1994 på albumet Våra nya vingar
- "In the Morning of Life", skriven för Internationell Engelska Skolan (2007, instrumental) och framförd av Internationella Engelska Skolan i Eskilstunas kör 2012.
- "Sommaren i city", skriven tillsammans med Bobby Ljunggren. Framförd av Angel.
- "Lost in Paradise", skriven tillsammans med Bobby Ljunggren och Erika Norberg. Framförd av Erika och Jan Johansen.
- "A Moment in Time", skriven tillsammans med Anders Holm och Göran Klintberg. Framförd av Thirteen moons.
- "Här kommer kärleken", skriven tillsammans med Micke Littwold. Framförd av Idolerna.
- "Nu leker livet", skriven tillsammans med Micke Littwold. Framförd av Idolerna.
- "Sommar", skriven tillsammans med Micke Littwold. Framförd av Idolerna.
- "Eternal Love", engelskspråkig variant av Jill Johnssons "Kärleken är". Framförd av Jill Johnsson.
- Summer in the City - Now United